# Резолюция 78 на Съвета за сигурност на ООН
Резолюция 78 на Съвета за сигурност на ООН е приета с мнозинство на 18 октомври 1949 г. по повод разгледаните от Съвета за сигурност предложения за прилагане на Резолюция 192 (III) на Общото събрание на ООН от 19 ноември 1948, съдържащи се в работните документи на Комисията за конвенционалните оръжия към ООН от деветнадесетото ѝ заседание от 1 август 1949 г. Резолюция 78 възлага на генералния секретар на ООН да представи пред Общото събрание на ООН предложенията на комисията и протоколите от разискванията по въпроса, състояли се в Съвета за сигурност и вКомисията за конвенционалните оръжия към ООН.
Резолюция 78 е приета с мнозинство от 9 гласа, като представителите на СССР и Украинската ССР гласуват „въздържали се“..